# St Ninian's Cave

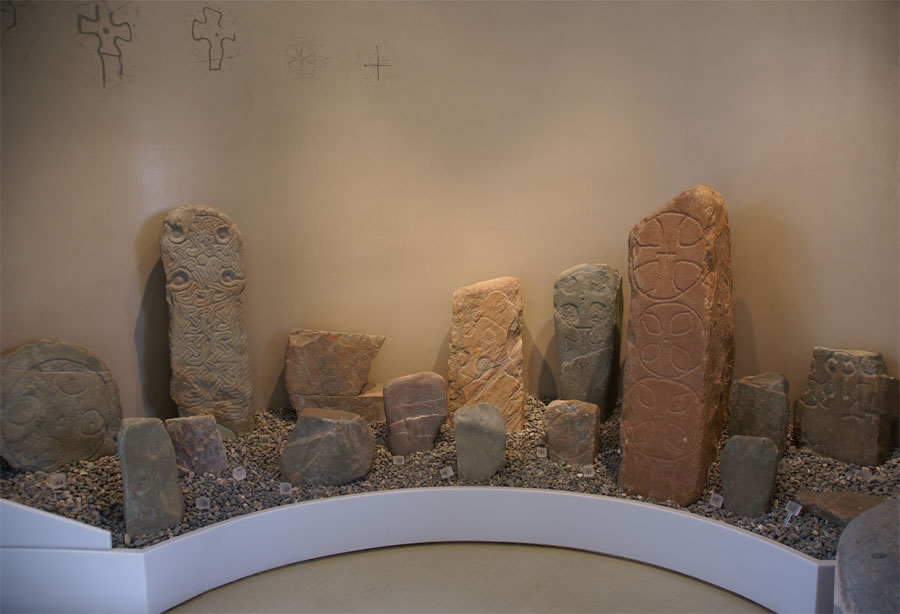
Stenen kruisen uit St Ninian's Cave (tentoongesteld in het Whithorn Priory Museum)

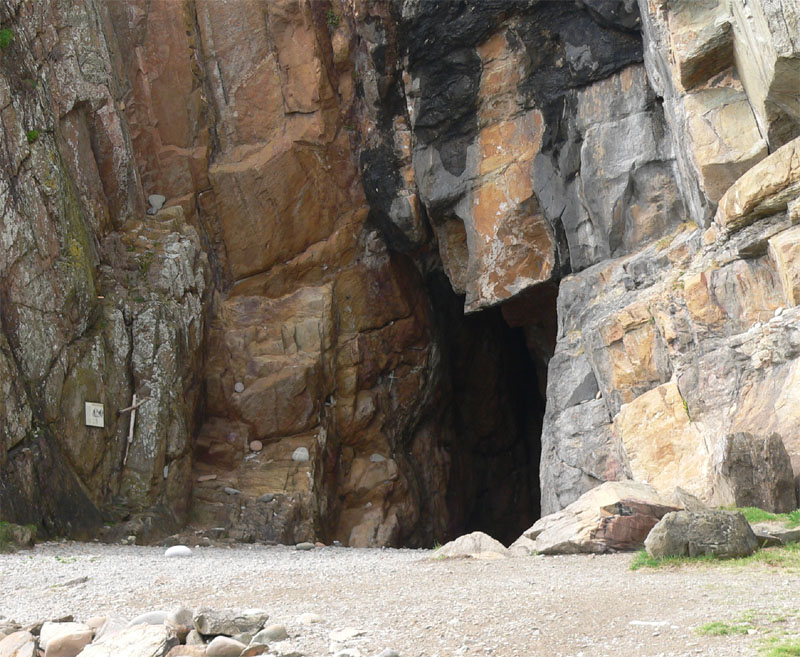
Ingang van St Ninian's Cave

St Ninian's Cave is een kleine zeegrot aan de kust van Solway Firth bij Physgill (Wigtownshire) in de Schotse regio Dumfries and Galloway. De grot wordt geassocieerd met St. Ninian, die deze grot als kluizenaarscel zou hebben gebruikt.

## Beschrijving
De grot is tien meter diep en drie tot zeven meter hoog. De grot is gevormd in de breuklijn van de Lower Silurian greywacke en ligt aan de kust van de Solway Firth.

## St. Ninian
St. Ninian is een van de belangrijkste christelijke heiligen in Schotland, die in de vijfde eeuw vanuit Whithorn het christendom predikte. De grot van St. Ninian wordt traditioneel gezien als een plaats waar St. Ninian zich terugtrok. Hier is geen archeologisch bewijs voor.
De grot trok vanaf de vijfde eeuw veel pelgrims, die op weg waren naar Whithorn. Ze lieten in de grot als teken van devotie of als smeekbede kruisen op de muren van de grot achter alsmede versierde stenen kruisen. Deze tiende- en elfde-eeuwse kruisen zijn te zien in het Whithorn Priory Museum nabij de ruïne van Whithorn Priory.
De kruisen werden ontdekt tijdens opgravingen in 1871, 1884 en 1950.

## Beheer
St Ninian's Cave wordt beheerd door Historic Scotland, net als Chapel Finian en St Ninian's Chapel. De grot is vrij toegankelijk. Vanaf Kidsdale is het een wandeling van ruim drie kilometer door het bebost dal Physgill Glen en over een kiezelstrand.